# 足羽川ダム
座標: 北緯35度56分14秒 東経136度22分24秒 / 北緯35.93722度 東経136.37333度
足羽川ダム（あすわがわダム）は、福井県今立郡池田町、一級河川・九頭竜川水系部子川（へこがわ）に建設中のダムである。
国土交通省近畿地方整備局が計画している堤高96.0mの重力式コンクリートダムである。普段は貯水を行わない、いわゆる穴あきダムであり、完成すれば日本最大規模となる。元々は1983年（昭和58年）、部子川が合流する足羽川に特定多目的ダムとして計画されていたが、水没する地域の住民からの反対運動が強く、計画の修正に追い込まれていた。2004年（平成16年）7月の平成16年7月福井豪雨で、足羽川流域が過去最悪の洪水により深刻な被害を受けたのを機に、足羽川の支流の部子川に洪水調節のみを目的とする治水ダムとして2006年（平成18年）に建設方針がまとまり、2020年11月に起工された。2026年度に完成の予定である。2023年6月14日、2026年度としていた完成時期が3年遅れて2029年度となった。

## ダムの概要
九頭竜川水系の主要な支流である日野川の右支川で福井市内を貫流する足羽川のさらに右支川、池田町内を流れる部子川に建設が予定されている。したがって、ダム名こそ「足羽川ダム」であるが実際は部子川に建設される。これはダムが当初足羽川上流の福井市美山町に建設される予定であったためであり、部子川にダム建設地点が移っても名称は変わっていない。
型式は重力式コンクリートダム、当初は多目的ダムとしての計画であったが、水需要の減少から治水専用ダムとして建設されることになった。通常のダムとは異なり完成しても貯水を行わず、通常時は河水をそのまま流し、洪水時のみ貯水を行う流水型ダム、通称「穴あきダム」となる。当初は堤高130.0m、総貯水容量7200万トンを予定していたが、最終案により堤高96.0m、総貯水容量2870万トンに縮小して建設することで決定した。湛水面積は94ヘクタール、洪水時最高水位は標高265.7m。
ダム湖は普段は空だが、豪雨時には流域の洪水をそのまま受け止めて貯水し、下流へは徐々に放流する方式の洪水調節方式を採る形になる。建設する部子川の洪水を貯水するほか、足羽川上流と支流の水海川、割谷川、赤谷川に分水工を儲けて二系統の導水路トンネルを通じて洪水をダム湖に導水し、貯水する事によって下流への洪水流下を抑制する。部子川自体での集水面積は小さいが、トンネルを使った洪水貯留を行うことで集水面積は最終的に105.2平方キロメートルとなり、足羽川流域の4分の1、上流域の大半に及ぶこととなる。

## 沿革

### 計画発表から凍結まで
足羽川は福井市街地を貫流することから、1900年（明治33年）に足羽川放水路が開削されたのを皮切りに様々な治水整備が為されたが、流域は水害によって度重なる浸水被害を受けていた。この為福井県は「足羽川総合開発事業」として1967年（昭和42年）より補助多目的ダムを足羽川に建設する計画を立てていたが、1983年（昭和58年）より建設省（現・国土交通省近畿地方整備局）に事業が継承され、特定多目的ダムとして実施計画調査が着手された。
ダムの型式は重力式コンクリートダム、高さは80m。1994年（平成4年）より建設事業に移行したが、そこから膠着状態に陥った。それは水没予定地の住民による強烈な反対運動の展開によるものである。ダム建設に伴い220戸の家屋が水没してしまう事から、地元住民はダム建設絶対反対の意思表示を行い、補償交渉は難航した。この間公共事業見直しの機運が全国で高まり、建設省は諮問機関である「足羽川ダム建設事業審査委員会」にダム建設の是非を諮問した。その結果、1997年（平成9年）に委員会は「足羽川にダム建設は必要だが、現行のダム建設は住民の犠牲を多く強いることから容認出来ない」という答申を発表。これにより足羽川ダム建設事業は方針転換を迫られることになった。

### 代替案の検討と福井豪雨の影響
建設省は福井市を始めとする足羽川流域自治体に対し、ダムを含む足羽川治水案を提示。凍結中の足羽川ダム案、堤防引堤案、堤防嵩上げ案、河床掘削案、遊水地案、放水路案、地下ダム案、そして別地点でのダム案の8案を比較検討し、現行のダムと同等の治水効果を上げ、かつ流域住民の犠牲が最小限で済む案の検討を行った（詳細はダムの代替案を参照）。その結果、足羽川の支川である部子川にダム建設を行うことが最も効率的であるとの結論が為され、新「足羽川ダム建設計画」として建設予定地である池田町との調整に入った。この間の2001年12月、福井県と福井市は水需要が増えなかったことを理由に足羽川ダムの水利用をしないことを決定し、利水ダムの必要性は失われた。
2004年（平成16年）7月、福井県を集中豪雨が襲い、特に足羽川流域は福井市内で堤防が決壊して福井市を中心に14,172戸が床上・床下浸水の被害を受け、足羽川流域で死者5名の人的被害も生じた。足羽川の流量は基準地点の天神橋（福井市篠尾町付近）で毎秒2400m3となり、足羽川ダムによる治水の想定を上回る、第二次世界大戦後最大の洪水となった。この平成16年7月福井豪雨において、同じ九頭竜川流域の真名川は真名川ダムの洪水調節によって浸水被害ゼロという結果となった。このことからダムによる洪水調節の重要性が再認識され、足羽川ダム建設を求める声が流域自治体・住民より多く上がった。
ダムが建設される池田町では建設の賛否について水没予定住民の意向を調査した。この中で福井豪雨が影響してか「時代の流れであるから、止むを得ない」という住民の意見が大勢を占め、池田町議会も2006年7月に足羽川ダム建設に対し全会一致で賛成決議を行い、地元の了承を得たことから今後は具体的な補償交渉や実施計画調査に入った。
こうして、さらに治水能力を拡大したダムを建設する方針で2006年（平成18年）より事業が再開されることになった。一方、元来ダム建設に否定的な活動を全国で展開している日本共産党議員関係者等で組織されている「国土問題研究会」は、「集水面積が小さく、効果には疑問がある」としてダム建設には反対の姿勢を示し、代わりに堤防拡幅・法面補強といった堤防補強を対策として呈示している。

### 建設再開へ

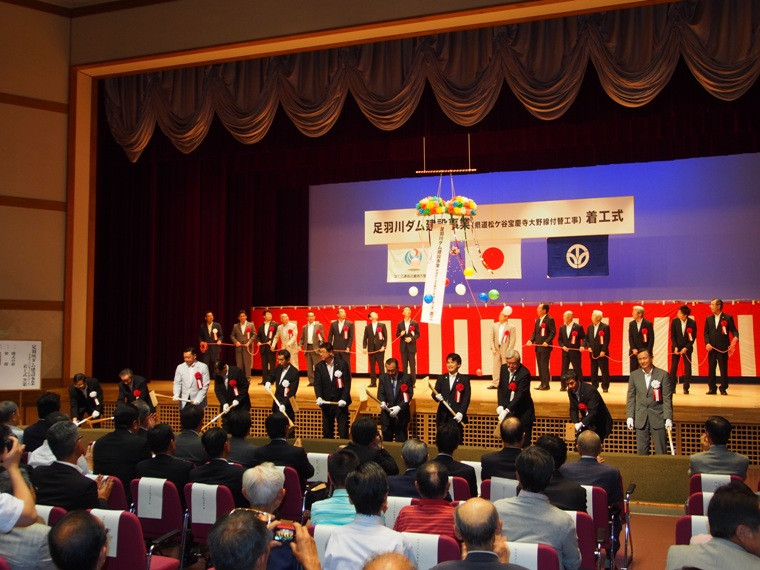
足羽川ダム建設事業（県道松ケ谷宝慶寺大野線付替工事）着工式

2007年（平成19年）2月に「九頭竜川水系河川整備計画」が策定された。2009年（平成21年）12月には、国土交通省の「新たな基準に沿った検証の対象とするダム事業を選定する考え方について」において、検証対象とされている。この検証の結果、2012年（平成24年）7月に足羽川ダム建設事業は継続とする国土交通省の対応方針が決定された。2014年（平成26年）4月にダム建設事業の着工式が、2020年11月15日に本体工事起工式が行われた。2026年度の完成を目指している。
事業費見積もりは、2019年度では1300億円と従来想定より340億円増えた。

### 再延長
国土交通省近畿地方整備局は、2023年6月14日、2026年度としていた完成時期が3年遅れて2029年度となり、事業費は現行の約1300億円から約1200億円増え、約2500億円とほぼ倍増することを公表した。軟弱地盤に伴う工法変更などで事業費が膨らみ、建設現場の働き方改革で工期確保が必要になったのが主な理由。事業費の上振れにより、県負担は新たに約290億円増える見通し。
同整備局の渡辺学局長が同日、県庁を訪れ、杉本達治知事に説明した。同整備局と県、池田町による協議会の終了後、国交省足羽川ダム工事事務所の佐藤弘行所長は「（建設現場の）地質が悪かった場合のリスクをもう少し考えておく必要があったと反省している」と述べ、工程や事業費の想定に甘さがあったことを認めた。
　増額した事業費約1200億円のうち約半分の約642億円は、掘削現場の地盤などが想定よりも軟弱だったための工法変更と追加工事、建設発生土の増加への対応などに充てる。このほか、物価上昇の影響が約218億円、工期遅れに伴う施設の維持経費などに約167億円かかる。

### ダムの諸元
2020年11月に起工したダムの諸元は以下の通りである。
- 設置位置：九頭竜川水系足羽川支川の部子（へこ）川、福井県池田町、座標位置は 北緯35度56分14秒 東経136度22分24秒 / 北緯35.93722度 東経136.37333度
- 形式：重力式コンクリートダム
- 堤高 : 約96 m
- 堤頂長：約351 m
- 総貯水容量：約28.7 百万m3
- 洪水調節容量：約28.2 百万m3
- 事業費：約1300億円[9]
- 事業主体：国土交通省　近畿地方整備局
- 施工会社：清水建設・大林組ジョイントベンチャー[10]